# Schinia nundina
Schinia nundina ist ein in Nordamerika vorkommender Schmetterling (Nachtfalter) aus der Familie der Eulenfalter (Noctuidae). 

## Merkmale

### Falter
Die Falter erreichen eine Flügelspannweite um die 26 Millimeter. Zwischen den Geschlechtern besteht farblich kein Unterschied. Die Grundfarbe der Vorderflügeloberseite ist cremig weiß. Basal- und Submarginalregion sind mehr oder weniger gelblich bis gelbbraun gefärbt. Die Nierenmakel hebt sich schwarzbraun ab und ist sehr groß, während die Ringmakel zu einem kleinen schwarzen Punkt reduziert ist. Die Hinterflügeloberseite ist weißlich, im Außenrandbereich graubraun und zeigt einen dunklen, halbmondförmigen Diskalfleck.

### Raupe
Ausgewachsene Raupen haben eine gelbe bis gelblich grüne Farbe. Die Rückenlinie ist dunkelgrün und unterbrochen. Auffällig sind auf jedem Körpersegment dunkelbraune, Richtung Körperende verlaufende schräge Flecke.

### Ähnliche Arten
Mit einer Flügelspannweite von 18 bis 22 Millimeter sind die Falter von Ponometia candefacta deutlich kleiner als diejenigen von Schinia nundina und unterscheiden sich auch durch die ausgedehnte dunkelbraune Färbung am Innenrand und in der Diskalregion der Vorderflügeloberseite.

## Verbreitung und Vorkommen
Schinia nundina kommt im Südosten Kanadas sowie im Osten und der Mitte der Vereinigten Staaten, im Süden bis Florida vor. Die Art bewohnt hauptsächlich offenes Gelände, auf dem die Wirtspflanze wächst.

## Lebensweise
Die Falter sind nachtaktiv. Sie fliegen in einer Generation zwischen Juli und Oktober. Ihre Hauptflugzeit umfasst die Monate August und September. Nachts besuchen sie künstliche Lichtquellen. Die Raupen leben an Astern- (Aster) und Goldrutenarten (Solidago).